# 化為千風 (秋川雅史單曲)
〈化為千風〉（日语：千の風になって）是日本聲樂家秋川雅史於2006年5月24日發行的單曲。
中文譯名「化為千風」、「化為千縷風」、「千風之歌」。英文名「I Am A Thousand Winds」。

## 緣起
- 歌詞原為美國詩作，詩名為“Do not stand at my grave and weep”(別站在我的墳前哭泣)。內文概念是死者安慰活者，說我並沒有死，而是化為千萬的風吹著。

- 1995年，英國國家廣播公司電台在節目中讀起這首詩，恰被一名兒子是死於愛爾蘭共和軍炸彈襲擊的北愛爾蘭士兵的父親聽到，他於是想起他的兒子在私人遺物中留有一封寫著「致所有我愛的人」的信件，信件中便記著這首詩。他在公眾場合讀出這首詩，引起大家的感情共鳴，使得本詩開始在不列顛流傳以至於廣為人知。在美國911事件中，本詩因被朗誦用於紀念遇難者，被再度引起關注。

- 2001年，新井滿將這首詩翻譯為日文並自行配樂。依據英文原作的第三行“I am a thousand winds that blow”，將曲名命名為“千の風になって”。2003年11月6日發行同名單曲，單曲首週只有513張的銷售量，並未特別受到關注。

- 2006年5月24日秋川雅史演唱版單曲發行，發行量6500張。

- 2006年12月31日NHK所舉辦的「第57屆NHK紅白歌合戰」，經木村拓哉朗讀，秋川雅史演唱此曲後，不但讓秋川雅史一夕爆紅，這首歌也立刻廣為人知且大受歡迎。而秋川所演唱的「化為千風」單曲CD在節目播出後也隨即大賣。

- 2007年1月22日首次登上Oricon公信榜銷售排行榜冠軍(週間銷量29094張)，也是日本銷售排行50年史上首次有古典音樂類歌曲奪冠的紀錄。此單曲在2007年共賣出111萬張，拿下2007年年度單曲榜冠軍，也是唯一一張破百萬張的作品。

- 2007年3月5日總銷量達到53.4萬張，超越假聲男高音米良美一於1997年演唱宮崎駿動畫「魔法公主」主題曲《もののけ姫》(1997/06/25發行)所保持的古典樂系歌手的單曲銷售紀錄50.4萬張。

- 英國天使之翼合唱團（Libera，又稱聖菲利浦少年合唱團）也曾唱過以此詩為歌詞的歌曲，曲名即為“Do not Stand At My Grave And Weep”。

## 曲目
1. 作詞：新井滿 作曲：新井滿
2. 作曲：新井滿
3. 作詞：小泽不二夫 作曲：米山正夫
原唱歌手為美空雲雀